# Manuela de Madre
Manuela de Madre Ortega, née le 6 octobre 1954 à Huelva, est une femme politique espagnole membre du Parti des socialistes de Catalogne (PSC).
Elle est maire de Santa Coloma de Gramenet entre 1991 et 2002, députée au Parlement de Catalogne de 1988 à 2012, et vice-présidente du PSC entre 2004 et 2011. Elle renonce à ses fonctions municipales après avoir annoncé souffrir de fibromyalgie.